# Escrita mandeia
A escrita Mandeia tem como base o alfabeto aramaico, sendo usado para escrever a língua mandeia em todas as suas formas. O nome mandaico para essa escrita é Abagada ou Abaga a partir das 4 primeiras letras do alfabeto, pois os nomes dessas letras na língua madeia são â, bâ, gâ  e assim por diante, em lugar da forma semítica alaph, beth, gimal, etc.

## Características
O alfabeto da escrita mandeia consiste de 24 letras, sendo 22 das letras descedentes do alfabeto aramaico com mais duas novas letras ao final. Como o némero 24 é auspicioso para o Mandeísmo (número de horas entre dois crepúsculos), as duas letras adicionais são como que artificiais. A 23ª letra é adu, uma partícula relativa (cf. árabe tāʾ marbūṭa, letra copta "ti", como um “&” ampersand. A 24ª letra é uma simples reptição da letra. Os mandeítas dizem que a escrita bagada aperfeiçoou Alfa e Ômega.
De forma diversa das demais escritas semíticas, as vogais são usualmente representadas. A primeira e última letra t letter, a , corresponde ao alaph e é usada para representar diversas vogais abertas. A sexta letra, wa, representa vogais posteriores fechadas (u o) e a vigésima letra , ya, é usada para vogais anteriores também fechadas (i e). Essa duas servem também como consoantes w/v e y. a oitava letra corresponde à letra semita heth, sendo chamada eh e pronunciada sempre como uma i longa. Sua representação é, porém, rara, sendo considerada com sagrada por representar o Olho de Deus. Situação similar existe com a décima sexta letra,  e (Aramaicaayn) que geralmente representa e no início de uma palavra ou, quando seguida por wa ou ya, representa as iniciais u ou i respectivamente.
Todas essas letras da escrita mandeia são consideradas pelos mandeítas como tendo propriedades mágicas e de premonições misteriosas  (elevadas). Uma indicação desses significados é apresentada junto a cada letra.
A língua neo-mandeia moderna e pós-clássica usa muitas palavras da língua persa e nessa língua são usadas mais quatro letras adicionais. Tais letras são em realidade modificações simples de letras canônicas, não se considerando um novo total de 28 letras. As letras gha, dha, fa,  ja têm seus sons modificados pela representação de dois pontos alinhados horizontalmente que ficam sob as letras ga, da, pa, sha, respectivamente. Comparem-se as quatro novas letras  da escrita perso-árabe com as 18 letras novas usadas na escrita árabe da  língua sindi.
O alfabeto Mandaico foi adicionado ao padrão Unicode em outubro de 2010, versão 6.0 (bloco U+0840; U+085F)